# Ugo I di Champagne
Ugo di Champagne o Ugo di Blois (in francese Hugues Ier de Champagne; 1074 circa – 14 giugno 1126) fu conte di Bar-sur-Aube dal 1089, poi di Troyes e di Vitry, dal 1093, ed infine di Meaux, ricostituendo la contea di Champagne (conte di Troyes e conte di Meaux) dal 1102 alla sua morte in Terra Santa.

## Origine
Ugo, secondo la Genealogica ex Stirpe Sancti Arnulfi descendentium Mettensis, era il figlio ultimogenito del conte di Blois, Chartres, Châteaudun, Tours, Provins e Reims, dal 1004, Conte di Champagne (conte di Troyes e conte di Meaux), Tebaldo e di Alice de Crépy, come ci conferma la Chronica Albrici Monachi Trium Fontium e come si può dedurre dal documento n° 3517 del Recueil des chartes de l'abbaye de Cluny. Tome 4, di Alice de Crépy, figlia del conte Rodolfo II di Valois e Adelaide di Bar-sur-Aube, come ci conferma la Chronica Albrici Monachi Trium Fontium, erede della contea di Bar-sur-Aube.
Tebaldo, secondo il Hugonis Floriacensis, Liber qui Modernorum Regum Francorum continet Actus 10, era il figlio primogenito del conte di Blois, Chartres, Châteaudun, Tours, Provins e Reims], dal 1004, Conte di Champagne (diciassettesimo conte di Troyes, ottavo conte di Meaux), Oddone II di Blois e di Ermengarda d'Alvernia, che, secondo la Genealogiae comes Flandriae era figlia del Conte d'Alvernia, Guglielmo IV e della moglie Humberge (o Ermengarda), figlia di Etienne de Brioude, conte di Gévaudan e Forez, nell'Aquitania orientale e della sua seconda moglie (il matrimonio, avvenuto prima del 960 è confermato dal Cartulaire de l'abbaye de Saint-Chaffre du Monastier et Chronique de Saint-Pierre du Puy), Adelaide d'Angiò (ca 942 - 1026), figlia del Conte d'Angiò e poi, conte di Nantes e duca di Bretagna, Folco II e di Gerberga (che il nome della madre fosse Gerberga è confermato dal documento è il n° II del Cartulaire de l'abbaye de Saint-Aubin d'Angers, Tome I, dove suo fratello, Goffredo Grisegonelle dichiara di essere figlio di Folco e Gerberga (patris mei Fulconis, matris quoque meæ Gerbergæ)) di cui non si conoscono con certezza gli ascendenti.

## Biografia

Blasone originale dei conti di Blois.

Dopo la morte dello zio, il conte di Champagne (le conte di Meaux, di Troyes) e conte di Vitry, Stefano, (Stephani comitis palatini), che, secondo gli Obituaires de Sens Tome II, Eglise cathédrale de Chartres, Livre d'Anniversaires mid-xiii siècle, avvenne il 19 maggio (XIV Kal Jun) del 1047 o 1048, suo padre, Tebaldo divenne reggente delle contee di Meaux, di Troyes, e di Vitry, per conto del giovane nipote, Oddone III, ancora minorenne.
Il nipote, qualche anno dopo, pare a seguito dell'omicidio di un nobile della contea di Champagne, si dovette rifugiare in Normandia e Tebaldo ne approfittò per appropriarsi dei titoli e delle terre del nipote, che alla fine abdicò e Tebaldo, circa nel 1066, divenne anche conte, Tebaldo I di Champagne che, distintosi come protettore di abbazie, favorì la riforma monastica.
Suo padre, Tebaldo (Tebaldus comes Carnotensium) morì, nel 1089, secondo gli Obituaires de Sens Tome II, Abbaye de Saint-Père-enVallée, il 30 settembre (II Kal Oct), e, secondo la Chronica Albrici Monachi Trium Fontium fu sepolto a Épernay.
Alla sua morte, secondo il Hugonis Floriacensis, Liber qui Modernorum Regum Francorum continet Actus 11, Stefano Enrico, il primogenito, ereditò la contea di Blois e la contea di Meaux, mentre la contea di Troyes, andò a Ugo]; Ugo aveva ereditato la contea di Bar-sur-Aube, ed ereditò la contea di Troyes e di Vitry, dopo la morte, nel 1093, di Oddone, il secondogenito, che invece le aveva ereditate nel 1089.
Anche il monaco cristiano, storico, autore di cronache, Orderico Vitale, cita Oddone e Ugo, come fratelli di Stefano Enrico e figli di Tebaldo.
Alla morte del fratello, Oddone IV, nel gennaio del 1093, Ugo gli succedette nelle contee di Troyes e di Vitry.
Nel 1102, suo fratellastro, Stefano Enrico fu catturato e decapitato nella seconda Battaglia di Ramla del maggio 1102., dopo essere stato assediato nella torre della città. La Chronique de Robert de Torigni, abbé du Mont-Saint-Michel riporta la morte di Stefano Enrico nel mese di luglio (102 XV Kal Aug), mentre tutti i necrologi riportano la data del 19 maggio.
Alla notizia della sua morte, secondo Orderico Vitale, nella contea di Blois gli succedette il figlio maschio secondogenito, ancora minorenne, Tebaldo., mentre la contea di Meaux, andò a Ugo, che unificando le sue tre contee, di Troyes, di Vitry, e di Bar-sur-Aube, con quella di Meaux, fu il primo ad assumere il titolo di conte di Champagne.
Ugo si recò in Palestina per la prima volta, nel 1104, come ci viene riportato dal Cartulaires de l'abbaye de Molesmes, ancien diocèse de Langres, che riferisce di una visita di Ugo (Hugues, comte de Champagne) all'abbazia, per pregare (orationis gratia) e fare una donazione, prima della partenza e rientrò nei suoi domini nel 1108.

Stemma dei conti di Champagne

Nell'agosto del 1114, Ugo ritornò in Terra santa, accompagnato ancora da Ugo di Pains, che rimase in Palestina per diversi anni.
Quando, nel 1116, Ugo rientrò in Champagne favorì l'espansione dell'Abbazia di Clairvaux fondata anche per merito delle sue donazioni.
Nell'ottobre 1119, Ugo partecipò al concilio di Reims e Papa Callisto II lo inviò, assieme al suo seguito a dare il benvenuto al vescovo di Magonza, Adalberto I di Saarbrücken.
Nel 1124, il re d'Inghilterra e duca di Normandia, Enrico I Beauclerc si alleò col proprio genero, l'imperatore germanico Enrico V, che invase la contea di Champagne, arrivando sino a Reims, dove si fermò, perché lo attendeva un imponente esercito; la maggior parte dei feudatari francesi si era allineata col proprio re, Luigi VI il Grosso, anche coloro che dieci anni prima si erano alleati col re d'Inghilterra, Enrico I Beauclerc, che lo costrinse a rientrare in Germania.
Sugerio di Saint-Denis, nel suo libro Vie de Louis VI le Gros asserisce che Luigi VI beneficiò dell'aiuto di «una tale quantità di cavalieri e di gente che si sarebbero dette cavallette che nascondevano agli occhi la superficie della terra.» e facendo l'elenco dei nobili presenti, tra gli altri annovera il duca Ugo II di Borgogna, il conte Guglielmo II di Nevers, il conte Rodolfo di Vermandois, il conte Tebaldo IV di Blois, con lo zio paterno, il conte Ugo I di Champagne, il conte Carlo I delle Fiandre detto il Buono, il duca Guglielmo IX d'Aquitania, il conte Folco V d'Angiò e il duca Conan III di Bretagna.
Nel 1125, secondo la Chronica Albrici Monachi Trium Fontium, rinunciò alla contea di Champagne a favore di suo nipote, il conte di Blois, Tebaldo, il figlio secondogenito del suo fratellastro Stefano Enrico, che continuò a portare unicamente il titolo di conte di Blois, e Ugo, per la terza volta, si recò in Terra Santa, a combattere a fianco dei Cavalieri templari, e dove morì nel corso del 1126.

## Matrimoni e discendenza
Nel 1094, Ugo, secondo la Historia Regum Francorum Monasterii Sancti Dionysii, aveva sposato Costanza di Francia, figlia del re di Francia, Filippo I e di Berta d'Olanda, citata come sorella (sorellastra) di Roberto II di Fiandra. Il matrimonio fu annullato, a Soissons il 25 dicembre 1104, per consanguineità, e Costanza, poi, nel 1106, sposò a Chartres, in seconde nozze, Boemondo, principe di Taranto e di Antiochia.
Ugo da Costanza, secondo il documento n° 240 del Cartulaires de l'abbaye de Molesmes, ancien diocèse de Langres (non consultato), ebbe un figlio:
- Manasse, che morì nel 1102 circa

Nel 1110, secondo la Chronica Albrici Monachi Trium Fontium, Ugo aveva sposato, in seconde nozze, Isabella, citata come sorella di Rinaldo e Guglielmo (Elizabeth sororem comitis Raynaldi de Burgundia et comitis Guilelmi de Ultrasagonnam), quindi figlia del conte di Mâcon e conte di Vienne, Stefano di Borgogna, detto l'Ardito e di Beatrice di Lorena, figlia di Gerardo di Lorena, figlia del Conte di Metz e Chatenoy e Duca di Lorena, Gerardo I, come ci viene confermato dal documento nº 3791 del Recueil des chartes de l'abbaye de Cluny. Tome 5 (anche se il nome di Beatrice non viene citato, ma viene confermato dalla nota della pagina successiva).
Ugo da Isabella ebbe un figlio:
- Oddone de Champlitte (ca. 1123 - dopo il 1187), che Ugo non riconobbe come suo[27], in quanto, secondo la Chronica Albrici Monachi Trium Fontium, Ugo non poteva avere figli, per cui era figlio di qualcun altro[27] e scacciò dalla sua contea sia la madre che il figlio.

## Ascendenza
|                          |   |                         | Genitori                |  |  | Nonni |  |  | Bisnonni          |  |  | Trisnonni          |  |
|                          |   |                         |                         |  |  |       |  |  | Oddone I di Blois |  |  | Tebaldo I di Blois |  |
|                          |   |                         |                         |  |  |       |  |  | Oddone I di Blois |  |  | Tebaldo I di Blois |  |
|                          |   | Liutgarda di Vermandois |                         |  |  |       |  |  | Oddone I di Blois |  |  |                    |  |
| Oddone II di Blois       |   |                         |                         |  |  |       |  |  | Oddone I di Blois |  |  |                    |  |
|                          |   | Berta di Borgogna       | Corrado III di Borgogna |  |  |       |  |  |                   |  |  |                    |  |
|                          |   | Berta di Borgogna       | Corrado III di Borgogna |  |  |       |  |  |                   |  |  |                    |  |
|                          |   | Berta di Borgogna       | Matilde di Francia      |  |  |       |  |  |                   |  |  |                    |  |
| Tebaldo III di Blois     |   | Berta di Borgogna       |                         |  |  |       |  |  |                   |  |  |                    |  |
|                          |   | Guglielmo IV d'Alvernia | Roberto II di Clermont  |  |  |       |  |  |                   |  |  |                    |  |
|                          |   | Guglielmo IV d'Alvernia | Roberto II di Clermont  |  |  |       |  |  |                   |  |  |                    |  |
|                          |   | Guglielmo IV d'Alvernia | Engelberga              |  |  |       |  |  |                   |  |  |                    |  |
| Ermengarda d'Alvernia    |   | Guglielmo IV d'Alvernia |                         |  |  |       |  |  |                   |  |  |                    |  |
|                          |   | Umberga                 | …                       |  |  |       |  |  |                   |  |  |                    |  |
|                          |   | Umberga                 | …                       |  |  |       |  |  |                   |  |  |                    |  |
|                          |   | Umberga                 | …                       |  |  |       |  |  |                   |  |  |                    |  |
| Ugo I di Champagne       |   | Umberga                 |                         |  |  |       |  |  |                   |  |  |                    |  |
|                          | … | …                       |                         |  |  |       |  |  |                   |  |  |                    |  |
|                          | … | …                       |                         |  |  |       |  |  |                   |  |  |                    |  |
|                          | … | …                       |                         |  |  |       |  |  |                   |  |  |                    |  |
| Rodolfo II di Valois     | … |                         |                         |  |  |       |  |  |                   |  |  |                    |  |
|                          |   | …                       | …                       |  |  |       |  |  |                   |  |  |                    |  |
|                          |   | …                       | …                       |  |  |       |  |  |                   |  |  |                    |  |
|                          |   | …                       | …                       |  |  |       |  |  |                   |  |  |                    |  |
| Alice di Crépy           |   | …                       |                         |  |  |       |  |  |                   |  |  |                    |  |
|                          |   | …                       | …                       |  |  |       |  |  |                   |  |  |                    |  |
|                          |   | …                       | …                       |  |  |       |  |  |                   |  |  |                    |  |
|                          |   | …                       | …                       |  |  |       |  |  |                   |  |  |                    |  |
| Adelaide di Bar-sur-Aube |   | …                       |                         |  |  |       |  |  |                   |  |  |                    |  |
|                          |   | …                       | …                       |  |  |       |  |  |                   |  |  |                    |  |
|                          |   | …                       | …                       |  |  |       |  |  |                   |  |  |                    |  |
|                          |   | …                       | …                       |  |  |       |  |  |                   |  |  |                    |  |
|                          |   | …                       |                         |  |  |       |  |  |                   |  |  |                    |  |

### Fonti primarie
- (LA)  Vie de Louis le Gros / par Suger.
- (LA)  Cartulaire de l'abbaye de Saint-Chaffre du Monastier et Chronique de Saint-Pierre du Puy.
- (LA)  Monumenta Germaniae Historica, Scriptores, tomus IX.
- (LA)  Monumenta Germaniae Historica, Scriptores, tomus XXIII.
- (LA)  Monumenta Germaniae Historica, Scriptores, tomus XXV.
- (LA)  Obituaires de la province de Sens. Tome 2.
- (FR)  Cartulaire de l'abbaye de Saint-Aubin d'Angers, tomus I.
- (LA)  Ordericus Vitalis, Historia Ecclesiastica, vol. II.
- (LA)  Ordericus Vitalis, Historia Ecclesiastica, vol. unicum.
- (LA)  Recueil des chartes de l'abbaye de Cluny. Tome 4.
- (LA)  Recueil des chartes de l'abbaye de Cluny. Tome 5.
- (LA, FR)  Cartulaires de l'abbaye de Molesmes, ancien diocèse de Langre.
- (LA)  HISTORIA HIEROSOLYMITANAE EXPEDITIONIS.
- (LA)  Chronique de Robert de Torigni, abbé du Mont-Saint-Michel.

### Letteratura storiografica
- Louis Halphen, "La Francia dell'XI secolo", cap. XXIV, vol. II (L'espansione islamica e la nascita dell'Europa feudale) della Storia del Mondo Medievale, 1999, pp. 770–806.
- Charles Lethbridge Kingsford, "Il regno di Gerusalemme, 1099-1291", cap. XXI, vol. IV (La riforma della chiesa e la lotta fra papi e imperatori) della Storia del Mondo Medievale, 1999, pp. 757–782.
- Alexander Hamilton, "Gli ordini monastici", cap. VII, vol. V (Il trionfo del papato e lo sviluppo comunale) della Storia del Mondo Medievale, 1999, pp. 245–294.